# Harry Klein (Club)

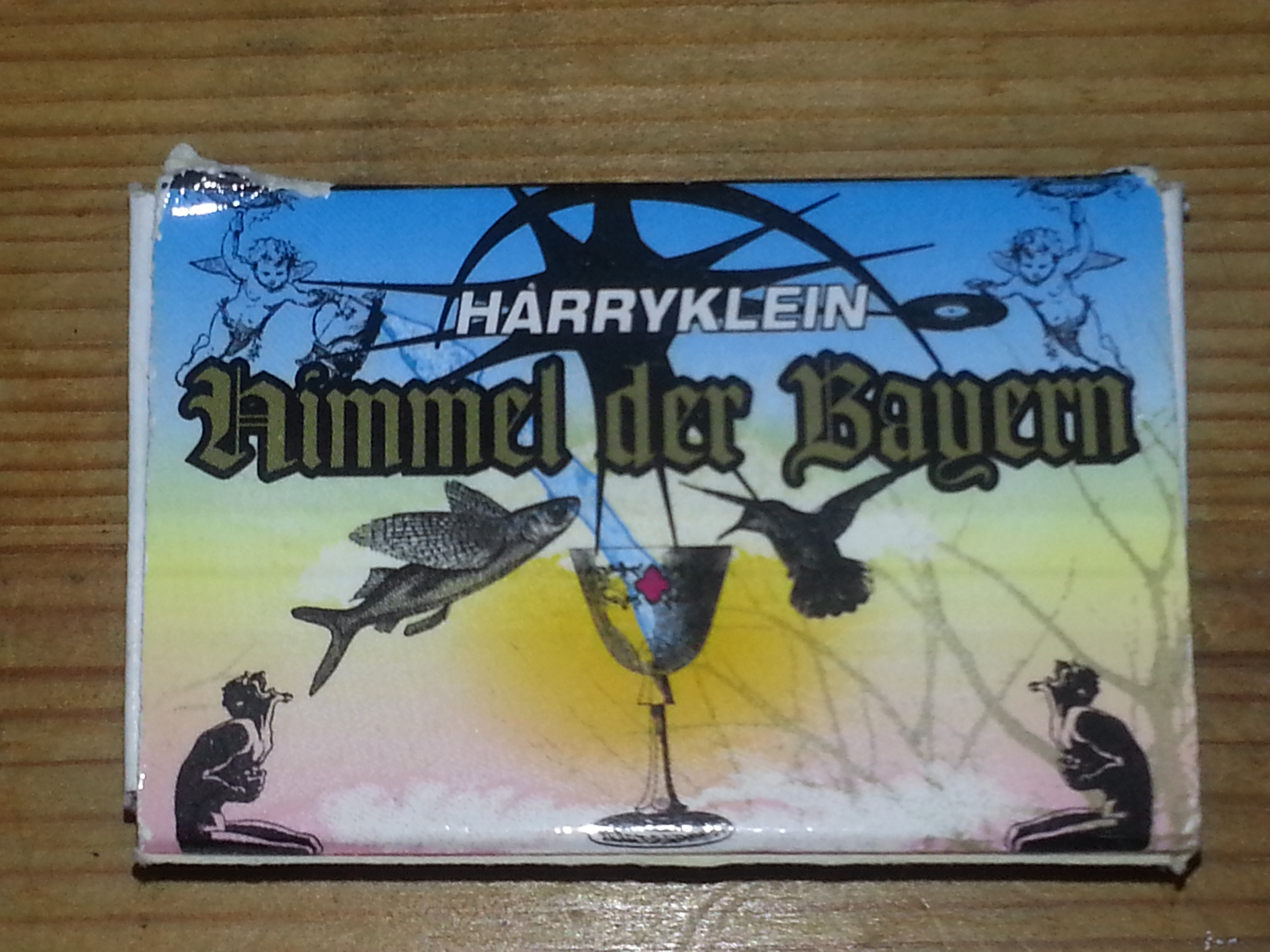
Harry Klein Streichholzschachtel

Das Harry Klein war ein Techno-Club in München, der europaweit bekannt war. Er befand sich von 2003 bis 2010 in den Optimolwerken, und von 2010 bis 2023 in der Nähe des Stachus.

## Vorgeschichte, Namensgebung

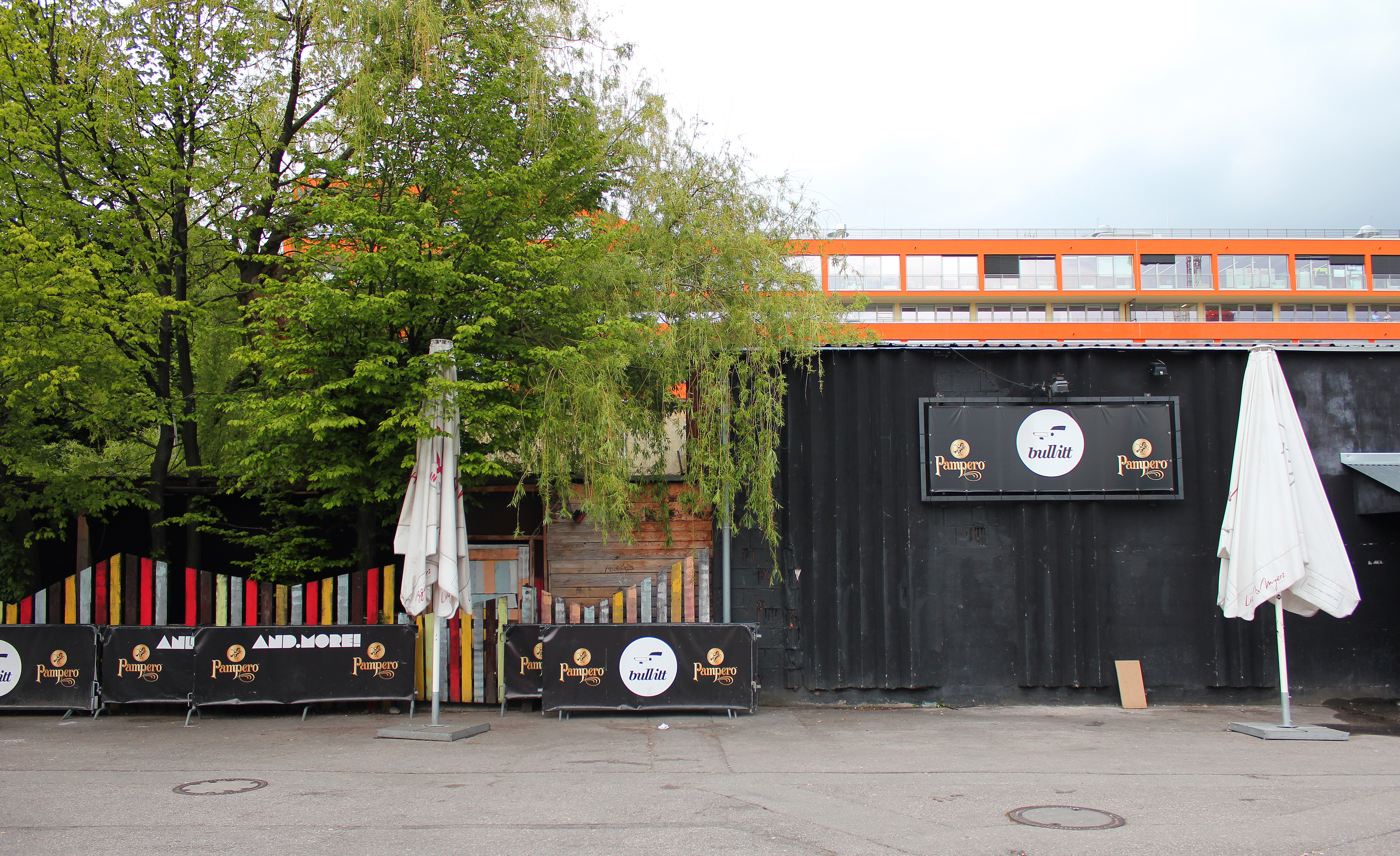
Das alte Harry Klein in den Optimolwerken, ab 2010 Bullitt Club

Der Harry Klein Club gilt als einer der beiden inoffiziellen Nachfolger des Ultraschalls, da die Gesellschafter der betreibenden „Kleinharry GmbH“ sich aus dem näheren Umfeld dieses ehemaligen Clubs am Münchener Ostbahnhof rekrutieren. Als zweiter Nachfolger wird wegen der Beteiligung des ehemaligen Ultraschall-Booker DJ Upstart die im August 2005 eröffnete Rote Sonne angesehen. Die Namensgebung (Harry Klein ist der von Fritz Wepper verkörperte Assistent des Kommissars in der ZDF-Serie Derrick) liegt in einem Rechtsstreit begründet, den das Ultraschall mit dem ZDF führte, nachdem in einer Krimiserie des Senders der Technoclub mit Drogen in Verbindung gebracht worden war. Nach der Schließung der zweiten Location des Ultraschalls mit dem Ende des Kunstparks Ost am 31. Januar 2003 hatte es szeneintern immer wieder Mutmaßungen über ein Ultraschall III gegeben, die erst mit der Eröffnung des Harry Klein am 4. September 2003 in den Optimolwerken ausgeräumt worden waren.
2010 zog das Harry Klein, wie auch einige andere Clubs des Optimolgeländes, in eine neue Location an der Sonnenstraße in der Münchner Innenstadt, wo sich in den Jahren zuvor schon ein reges Clubleben angesiedelt hatte. Es eröffnete dort erneut am 24. Juni 2010 in der Sonnenstraße 8, während die alte Location als Bullitt Club weitergeführt wurde.

## Konzeption

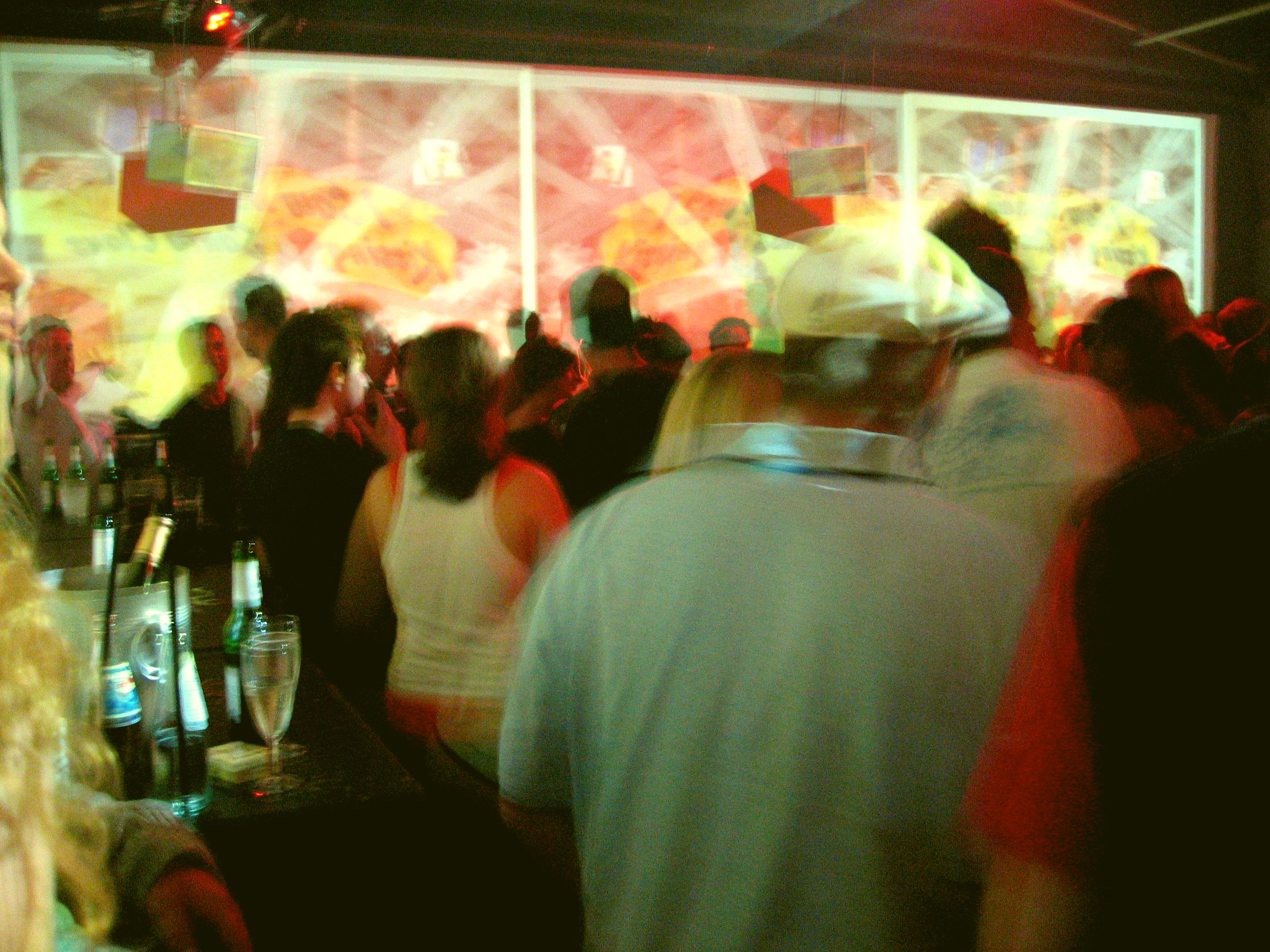
Tanzfläche des Harry Klein (bei DJ Koze am 30. April 2005)

Das alte Harry Klein in den Optimolwerken war in einem ehemaligen Industriebauwerk beheimatet und hatte eine Grundfläche, die nur etwa so groß wie die Tanzfläche des ehemaligen Ultraschall II war. Eine unverputzte Ziegelmauer als Außenfassade stand im Gegensatz zum Club selbst, welcher durch kitschige Deko und avantgardistische Videokunst geprägt war, für welche der Club eine hohe Bekanntheit erlangte. Das Gesamterlebnis aus Musik und Videoprojektionen rückte beim Harry Klein deutlich in den Mittelpunkt, die „Mixkunst“ des DJs und des VJs standen gleichberechtigt nebeneinander. Dies entsprach auch dem Kunstverständnis der Betreiber: „Für Kunst braucht man kein Museum. Sie ist das Drumherum, das wir mit einfließen lassen. Wenn die Kunst guter DJs und guter Videoanimateure zusammenkommt und sich Menschen dadurch besonders wohl fühlen, dann ist das genau das, was Kunst erreichen soll.“ Draußen gab es einen durch einen Bretterverschlag nach außen abgeschirmten Gartenbereich, der im Sommer als Biergarten und zweiter Dancefloor genutzt wurde.

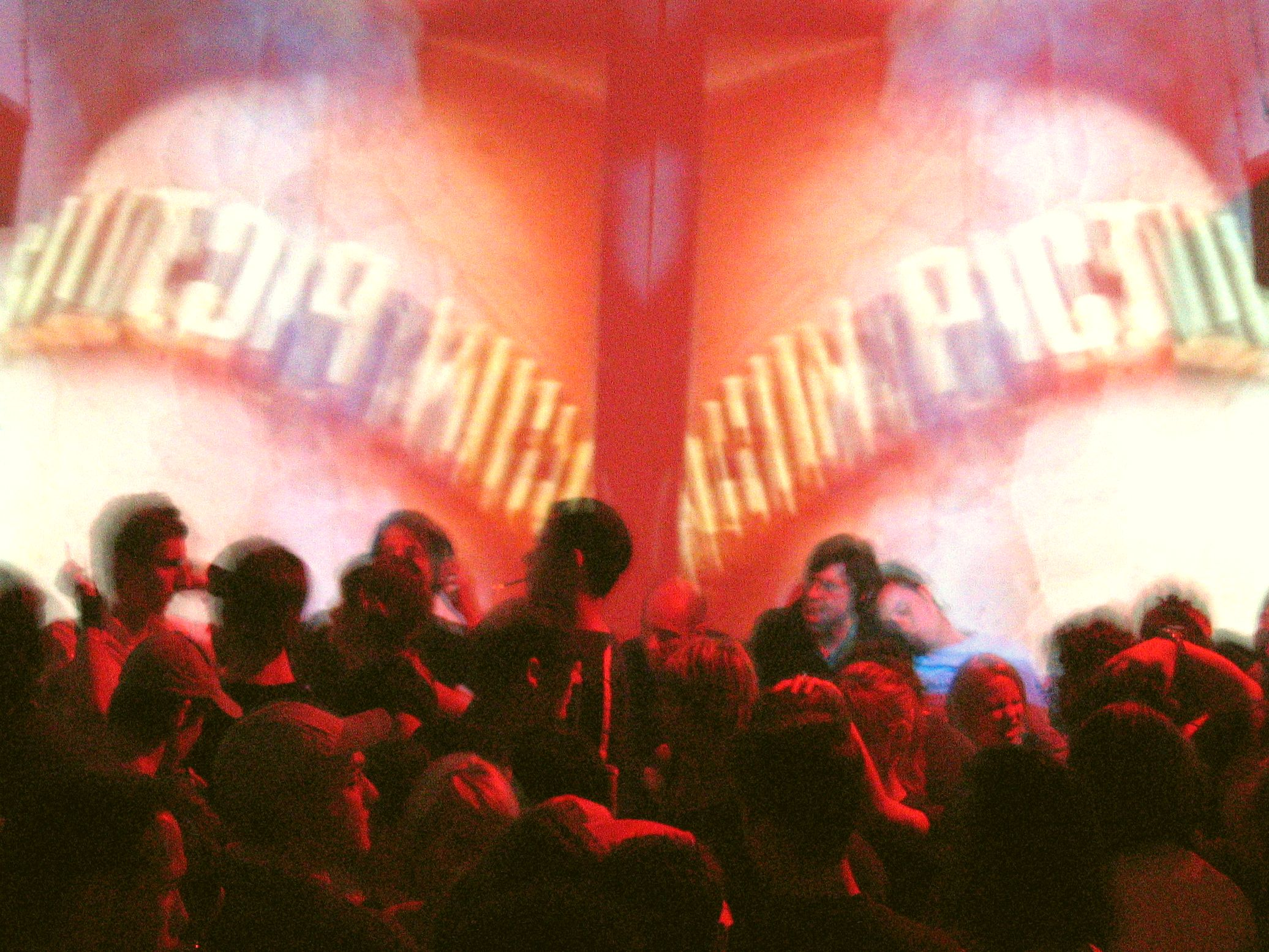
Visuals im Harry Klein (beim Flokati House Club mit Boris Dlugosch am 28. Januar 2005)

Das neue Harry Klein an der Sonnenstraße wurde aufgrund der direkten Nachbarschaft zu Anwohnern als Raum-in-Raum-Konstruktion realisiert, bei welcher der 180 Tonnen schwere Clubraum aus Beton für die Schallisolierung auf 11 Federn gelagert war. Der Club erstreckte sich nun über zwei Ebenen, statt eines Außenbereichs gab es ein Raucher-Separee und eine Galerie mit Blick auf die Tanzfläche. Das Konzept einer kompakten Tanzfläche, die von mehreren Seiten durch Videoprojektionen umgeben ist, wurde beibehalten. „Wir haben gesagt, wir probieren es und machen es einfach ganz klein, konzentrieren alles auf einen einzigen zentralen Raum, wo alles passiert: eine Partyhölle“ umschrieb Mitbetreiber David Süss die zugrundeliegende Idee. Der Eingangsbereich in einer kleinen Passage war mit den Worten „Harald Klein – Tonträger und Musikalien“ in goldenen Buchstaben überschrieben und setzte deutliche Kontraste zum Inneren des Clubs, welches durch allerlei Pop-Kitsch geprägt war.
Unter der neuen Leitung von Peter Fleming engagierte sich das Harry Klein in den 2010er Jahren zunehmend bei politischen Themen wie Diversität, Feminismus und Awareness und entwickelte sich zu einem Treffpunkt der LGBTQ-Community. So veranstaltete der Club die queere Mittwochsparty „Garry Klein“ sowie das Festival „Marry Klein“, welches weiblichen DJs mehr Sichtbarkeit bieten sollte. Seit 2021 achtete der Club auf eine Geschlechteraufteilung von 50:50 bei den gebuchten DJs.

## Programm

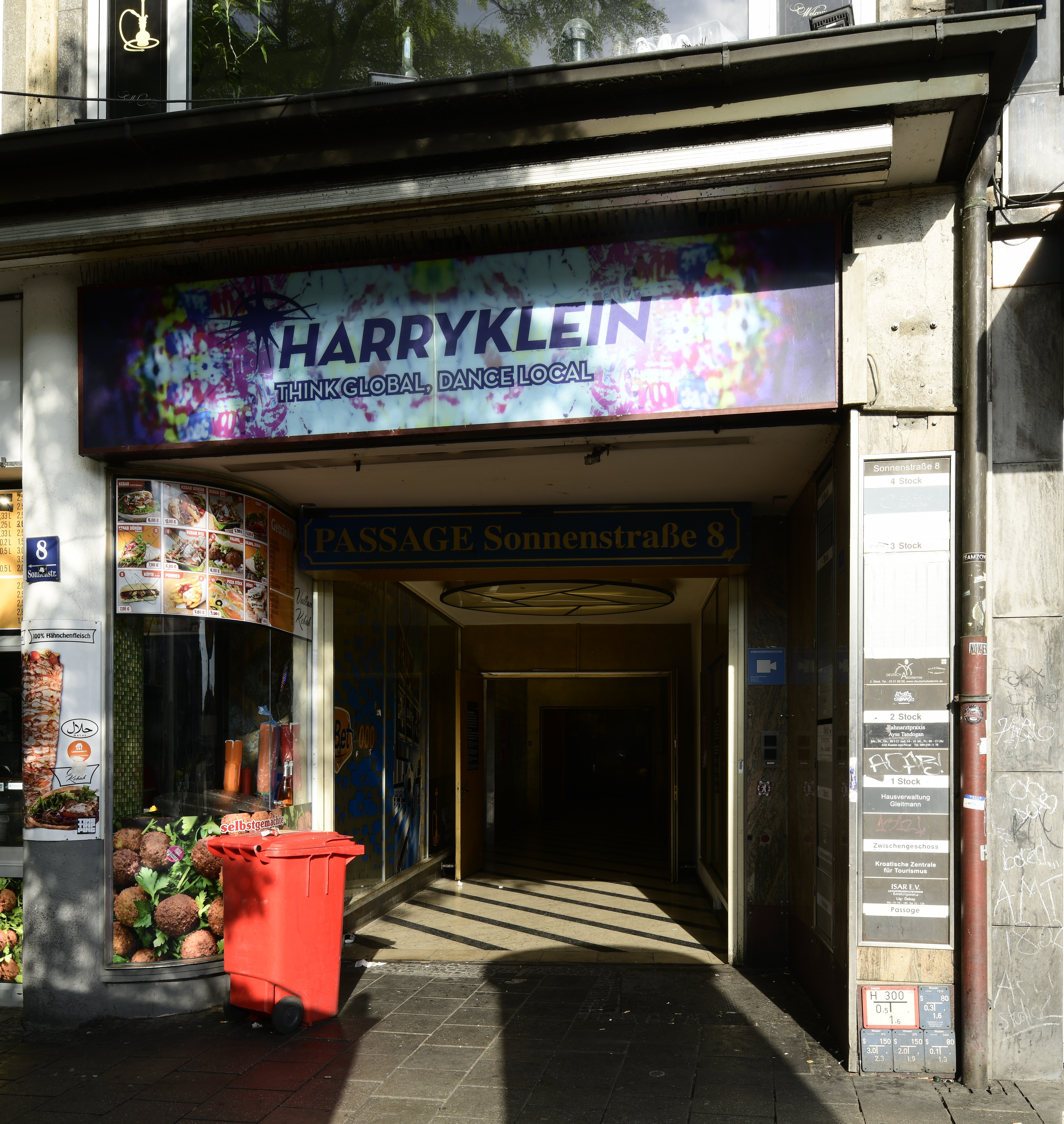
Der zweite Standort des Harry Klein in der Sonnenstraße (2010–2023)

Musikalisch war das Harry Klein am ersten Standort für Minimal House bekannt, in den 2010er Jahren lag der Fokus dann auf Melodic House und Techno. Das ursprüngliche Konzept, weitgehend ohne bekannte DJ-Namen auszukommen, wurde aufgrund der harten Konkurrenz in München und zahlreicher guter Bekanntschaften noch aus Ultraschall-Zeiten recht schnell aufgegeben. So spielten bald Größen wie DJ Hell, Richie Hawtin, Tiga, Anthony Rother oder Paul Kalkbrenner in dem kleinen Club. Einige der mit dem Club befreundeten DJs veröffentlichten auf dem dem Harry Klein angeschlossenen Label Harry Klein Records.
Von September 2004 bis Februar 2009 wurden die Freitagabende von der Münchener Szene-Institution Flokati House Club von Marcus Kanzler gestaltet. Da diese House-Nächte bereits im Ultraschall II stattfanden, wurde dieser Schritt allgemein als „Rückkehr“ gedeutet.
Das Harry Klein gilt als „Geburts- und Brutstätte“ der Techno-Kapelle Jazzrausch Bigband, sowie als regelmäßiger Auftrittsort des DJ-Kollektivs Bushbash, welches sonst Raves unter Brücken, entlang der Isar oder in verlassenen Bunkern veranstaltet.

## Residents
(Quelle: )
- Lennard Zimmermann
- DJ Karotte
- Stephan Kaussner
- Julian Wassermann
- Markus Kavka
- Stefanie Raschke
- Jonas Friedlich
- Innellea

## Besonderheiten

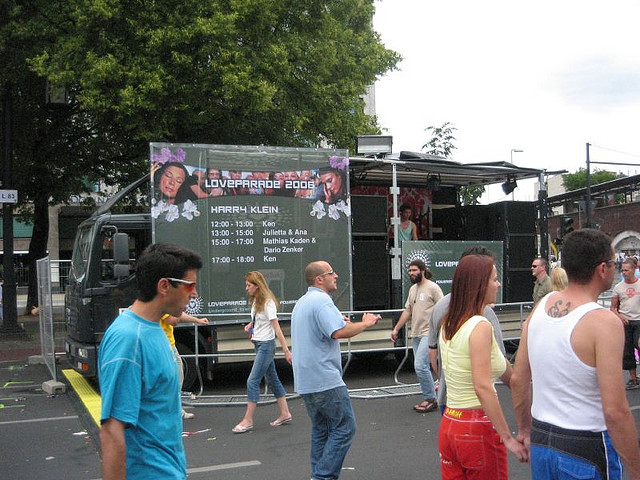
Harry Klein auf der Loveparade 2006

Auf dem Winter-Tollwood 2005 (Theresienwiese) betrieb das Harry Klein gemeinsam mit der Milchbar den GabiDom, eine Art futuristisches Clubzelt mit Videoinstallationen. Das Engagement sollte ursprünglich auch auf der Sommer-Ausgabe des Festivals im Olympiapark fortgeführt werden, was aber aufgrund des späteren Einbruchs der Dunkelheit im Juni und der frühen Schließzeit des Tollwood (ein Uhr morgens) unpraktikabel gewesen wäre. Stattdessen stand das Zelt zur Fußball-Weltmeisterschaft 2006 etwa 100 Meter vom Club entfernt auf dem Parkplatz der Optimolwerke und öffnete erst um 21 Uhr. Auf dem Sommer-Tollwood 2006 war das Harry Klein hingegen mit dem Elektronischen Garten präsent, der das GabiDom-Konzept auf einen Biergarten zu übertragen suchte.
In der Zeit der COVID-19-Pandemie übertrug das Harry Klein ab März 2020 anstelle der wegen der verhängten Ausgangsbeschränkungen ausgefallenen Veranstaltungen Live-Video-Streams seiner DJ- und VJ-Sets, um mit seinen Gästen in Kontakt bleiben zu können. Ebenfalls beteiligte sich der Club an der von der Berliner Clubcommission und Arte gestarteten Aktion „United We Stream“.

## Schließung
Nachdem der Mietvertrag des Harry Klein bereits im März 2022 auslaufen sollte, wurde dieser noch bis ins Frühjahr 2023 mehrmals verlängert. Der Gebäudekomplex an der Sonnenstraße, in welchem sich der Club befindet, soll abgerissen werden und einem Hotelneubau weichen. Am vierten Maiwochenende 2023 fand die letzte Party im Harry Klein statt, anschließend wurde der Club geschlossen. Im Zusammenhang mit der Schließung des Harry Klein und weiterer Clubs in München aufgrund von Gewerbeneubauten richtete der Verband der Münchner Kulturveranstaltenden (VDMK) einen Hilferuf an die Landeshauptstadt München, den Freistaat Bayern und die deutsche Bundesregierung mit der Forderung, sich mehr gegen die Verdrängung von Clubkultur aus Innenstädten einzusetzen und geplante Novellierungen der TA-Lärm- und der Baunutzungsverordnung umzusetzen.
Die queere Partyreihe Garry Klein wird seit der Schließung des Harry Klein im Club Rote Sonne fortgeführt.

## Auszeichnungen und Preise
- 2003: Platz 8 der Liste der besten Clubs im Leserpoll der Zeitschrift de:bug[22]
- 2005: Platz 6 der Liste der besten Clubs im Leserpoll der Zeitschrift der Groove
- 2006: Platz 5 der Liste der besten Clubs im Leserpoll der Zeitschrift der Groove[23]
- 2009: Platz 3 der Liste der besten Clubs im Leserpoll der Zeitschrift de:bug[24]
- 2010: Platz 23 der weltweit besten Clubs gewählt vom britischen DJ Magazine[25]
- 2022: Preis für Beste Livemusikspielstätte von APPLAUS[26][27]